# Buttree Puedpong
Buttree Puedpong, född 16 oktober 1990, är en thailändsk taekwondoutövare som bl.a. vann silvermedalj i de olympiska sommarspelen 2008 i Peking i damernas 49 kg-klass.